# Francesc Bonamich i Colomer
Francesc Bonamich i Colomer (Vic, 1779-1853) va ser sacerdot, compositor i organista.
Francesc Bonamich va ser mestre de capella de la catedral de Tarragona entre 1810 i 1815 aproximadament. L'any 1815 oposità al magisteri de la catedral vigatana i hi presentà com a exercici les obres Ad te Domine ciamabo, un salm a vuit veus i La Musica Sagrada, un villancet a 4 i 8 veus amb orquestra. Sembla que obtingué la plaça a costa del mestre interí anterior, Josep Gallés, que continuà com a organista, i Bonamich -com era costum- la retingué fins a la mort.
Va compondre també una important quantitat de música per a piano, dins del gènere de música de saló i de caràcter pedagògic. La seva obra pianística es recull a àlbums, entre els quals destaca el titulat L'alba. Aquest àlbum, editat per Ricordi, està format per sonatines a dues i quatre mans, realitzades a partir d'òperes italianes, especialment de Verdi, que donen títol a cadascuna. Aquest era un gènere molt freqüent al s. XIX espanyol, dirigit a atraure els aficionats a l'òpera que anaven als salons. Com a àlbums, en sentit estricte, no tenen una forma musical que els doni sentit, sinó que són una mera col·lecció de peces posades correlativament.
A més, a l'arxiu de la catedral de Tarragona es conserven una cinquantena de peces seves, tant de tipus litúrgic com rosaris, cantates i villancets. En vida seva tingueren molta anomenada els responsoris, que foren molt interpretats. Entre els seus deixebles hi hagué el futur mestre de capella i organista Bernat Calvó Puig i Capdevila.

## Obres
Es conserven obres de Francesc Bonamich i Colomer als fons musicals de la catedral de Girona (GiC), de la catedral de Tarragona (TarC), i de Lluís Viada (MatV).

### Fons de la Catedral de Girona (GiC)
- Missa pastoril per a 8 v i Orq
- Missa pastoril per a 8 v i Orq

### Fons de la Catedral de Tarragona (TarC)
- Absolta per a 4 v i instr
- Antífona per a 4 v i Orq
- Cantata per a 8 v i Orq
- Càntic per a 4 v i Orq
- Càntic per a 8 v i Orq
- Càntic per a 8 v i Orq
- Càntic per a 8 v i Orq
- Càntic per a 8 v i Orq
- Càntic per a 8 v i Orq
- Cobles per a 2 v i instr
- Cobles per a 4 v i Orq
- Introit per a 8 i instr
- Introits per a 8 v i Orq
- Lamentació per a 1 v i instr
- Lamentació per a 1 v i instr
- Lamentació per a 8 v i Orq
- Lamentació per a 8 v i Orq
- Lletania per a 4 v i Orq
- Magnificat per a 6 v i Ac
- Magnificat per a 6 v i Ac
- Magnificat per a 6 v i Org
- Magnificat per a 8 v i Orq
- Missa Gaudent in cælis per a 8 v i Orq
- Missa pastoril per a 8 v i Orq
- Motet per a 1 v i Orq
- Motet per a 1 v i Org
- Motet per a 1 v i Org
- Motet per a 1 v i Org
- Motet per a 2 v i Ac
- Motet per a 2 v i Org
- Motet per a 2 v i Org
- Motet per a 2 v i Org
- Motet per a 2 v i Org
- Responsori per a 2 v i Orq
- Responsori per a 4 v i Orq
- Responsori per a 8 v i Orq
- Responsori per a 8 v i Orq
- Responsori per a 9 v i Orq
- Rosari per a 4 v i instr
- Rosari per a 4 v i instr
- Rosari per a 4 v i instr
- Rosari per a 4 v i Orq
- Rosari per a 4 v i Orq
- Rosari per a 4 v i Orq
- Rosari per a 4 v i Orq
- Rosari per a 4 v i Orq
- Salm per a 6 v i Ac
- Salm per a 6 v i Org
- Salm per a 8 v i Orq
- Villancet per a 8 v i instr
- Villancet per a 8 v i Orq
- Villancet per a 8 v i Orq
- Villancet per a 8 v i Orq
- Villancet per a 8 v i Orq
- Villancet per a 8 v i Orq
- Villancet per a 8 v i Orq
- Villancet per a 8 v i Orq

### Fons Lluis Viada (MatV)
- Música per a P

### Música per a piano
- La giornata del pianista
- L'alba
- Lucia de Lammermoor
- La Sonnambula
- Rigoletto
- Il Trovattore
- La forza del Destino
- Marta
- I puritani
- Lucrezia Borgia
- La figlia del reggimiento
- Marino Faliero